# Đông Phần Lan
Đông Phần Lan là một tỉnh thuộc Phần Lan, nằm tiếp giáp với các tỉnh: Oulu, Tây Phần Lan và Nam Phần Lan; ngoài ra, nó còn có đường biên giới giáp với Nga.

## Lịch sử
Xem thêm: Savonia và Karelia
Vào năm 1997, chính quyền Phần Lan quyết định giảm số tỉnh của Phần Lan từ 12 xuống còn 6, trong đó các tỉnh trước đây như Mikkeli, Kuopio và-Karjala được sáp nhập thành tỉnh mới với tên gọi là Đông Phần Lan.

## Hành chính
Văn phòng Chính quyền Tây Phần Lan là một cơ quan quyền lực địa phương bao gồm 7 bộ; nó có các chi nhánh được đặt tại: Mikkeli, Joensuu, Kuopio.

## Các vùng
Đông Phần Lan được chia thành 3 vùng:
- Bắc Karelia (Pohjois-Karjala/ Norra Karelen)
- Bắc Savo (Pohjois-Savo/ Norra Savolax)
- Nam Savo (Etelä-Savo/ Södra Savolax)

Các vùng ở Đông Phần Lan được chia thành 66 khu tự quản.